# Ваят Сенфорд
Ваят Сенфорд (англ. Wyatt Sanford; 3 листопада 1998) — канадський боксер, призер Олімпійських ігор, чемпіон Панамериканських ігор.

## Аматорська кар'єра
На чемпіонаті світу 2019 в категорії до 69 кг переміг двох суперників, а в 1/8 фіналу програв Андрію Замковому (Росія).
На Олімпійських іграх 2020 програв в першому бою Мервену Клейру (Маврикій).
На Іграх Співдружності 2022 в категорії до 63,5 кг здобув три перемоги, а у півфіналі програв Різу Лінчу (Шотландія).
На Панамериканських іграх 2023 здобув чотири перемоги і став чемпіоном.
На Олімпійських іграх 2024 завоював бронзову медаль.
- В 1/8 фіналу переміг Радослава Росенова (Болгарія) — 5-0
- У чвертьфіналі переміг Руслана Абдуллаєва (Узбекистан) — 4-1
- У півфіналі програв Соф'яну Уміа (Франція) — 1-4